# Plain-Chant Parisien
Plain-Chant Parisien. XVIIe & XVIIIe siècles es un álbum grabado en el año 1993 y publicado en 1994 por el Ensemble Organum y por Les Pages de la Chapelle, grupos dirigidos por Marcel Pérès y Olivier Schneebeu respectivamente.
La grabación presenta una reconstrucción de una Misa para el día de Navidad durante los siglos XVII y XVIII en estilo "neo-galicano". 

## Pistas
Messe du Jour de Noël
1. "Parvulus natus est nobis" (Introitus) - 5'51
2. "Kyrie Eleison" (canto: André Campra - órgano: Marcel Pérès) - 10'16
3. "Gloria in excelsis Deo" (canto: André Campra - órgano: Marcel Pérès) - 20'10
4. "Recordatus est Domine" (Graduale) - 2'06
5. "Verbum caro factus est" (Alleluia) - 2'21
6. "Votis Pater annuit" (Prosa) - 3'56
7. "Hostias et oblationes" (Offertorium) - 1'35
8. "Prefatio" - 1'44
9. "Sanctus"  (canto: André Campra - órgano: Marcel Pérès) - 6'43
10. "O salutaris Hostia" (Motete sobre el Santo Sacramento) - 4'55
11. "Agnus Dei"  (canto: André Campra - órgano: Marcel Pérès) - 6'28
12. "In hoc apparuit caritas Dei" (Communio) - 1'42
13. "Ite missa est" (Michel-Richard Delalande) - 0'23
14. "Deo gratias" (Michel-Richard Delalande) - 0'26
15. "Postludium" (órgano: Marcel Pérès) - 2'33

## Intérpretes
- Ensemble Organum:
  - Marcel Pérès (director)
  - Josep Benet
  - Malcolm Bothwell
  - Josep Cabré
  - Stephen Grant
  - Stephan van Dyck
  - Frédéric Richard
- Les Pages de la Chapelle:
  - Olivier Schneebeu (director)
  - Jean-Rémi Baudot
  - Jacques de Frileuze
  - Aymeric Dorange
  - Christophe Günst
  - Amaury Parra d'Andert
  - Jérémie Poirier-Quinot
  - Nils Ruinet
  - Olivier Dumait
  - David Fiala
  - Euken Ostozala

## Información adicional
- Referencia: Harmonia Mundi 901480
- Ingeniero de sonido: Pere Casulleras